# Fanø Kunstmuseum
Fanø Kunstmuseum er et dansk kunstmuseum der ligger i hjertet af landsbyen og kunstnerkolonien Sønderho på den sydvestjyske ø Fanø.
Museet viser, indsamler, bevarer, udforsker og formidler kunst udført af kunstnere med tilknytning til Fanø. Samlingens kunstværker – især ældre billedkunst – præsenteres i permanente årsudstillinger. Ved siden af disse udstillinger vises også en række skiftende særudstillinger med unge kunstneriske positioner.
Museets samling omfatter kunstnere som Holger Drachmann, Erik Enevold, Julius Exner, Viggo Fauerholdt, Carl-Johan Forsberg, Sigvard Marius Hansen, Niels Holbak, Gert og Martin Konopacki, Franz List, F.C. Lund, Walther Meinhardt, Niels Pedersen Mols, Johan Carl Neumann, Elsa Nøbbe, Johan Rohde, K.H.R. Sonderborg, Carl Frederik Sørensen, Felix Walner, August Wilckens og mange andre.
Institutionens forskning og formidling sætter fokus på begrebet "Fanømalere" og spørgsmålene om hvad Fanø-relateret æstetisk produktion og konsumering overhovedet er og betyder.
Museet har en venskabsforening med ca. 375 medlemmer. Ved medlemskab er der fri adgang til museet inclusive fri adgang for en ledsager.

## Historie
En samling Fanø-malerier blev gennem en årrække skaffet til veje af Ruth Heinemann og åbnedes for publikum i 1969. Dette arbejde blev bl.a. støttet af tidligere statsminister Viggo Kampmann og tidligere formand for Folketinget samt tidligere borgmester i Esbjerg, Henning Rasmussen.
I en del år havde man ikke et fast udstillingssted til samlingen, men samlingen blev ved med at vokse.
I juli 1992 åbnede Fanø Kunstmuseum endelig i Kromanns Hus i Sønderho, en tidligere fabrik og købmandsgård. I dag rummer den faste samling omkring langt over 1.250 værker.